# Atari ST
Atari ST er en personligcomputer udviklet af Atari i 1980-erne. ST står for "sixteen/thirty-two" (16/32) og henviser til maskinens 16-bit bus og 32-bit CPU.